# Pilamm
 (octobre 2018).
 (octobre 2018).
Pilamm de son vrai nom  Pierre Lamblot (né le 27 janvier 1929 à Lys-lez-Lannoy et mort le 25 août 2005) est un dessinateur français de bandes dessinées. 

## Biographie
Pierre Lamblot est né le 27 janvier 1929 à Lys-lez-Lannoy, banlieue de Roubaix dans le département du Nord, près de la frontière belge. Son père est français et sa mère est belge.
En 1943, il rencontre René Vasut, imprimeur et animateur de patronage,. Ce dernier a implanté le mouvement « Cœurs Vaillants » à Lannoy ;  prisonnier de guerre, il décide de créer un évangile en bande dessinée, à son retour en France.
Avec Julien Dubois, qui les a mis en relation, ils envisagent un scénario en quatre albums de 32 pages : « Le Mystère de la Grotte » (naissance de Jésus), « Alerte en Palestine » (prédication de Jésus), « La trahison de Judas » (les dernières heures de Jésus), « Le grand matin » (la résurrection de Jésus, qui prendra le titre définitif « Le Triomphe de la Croix »). Pierre Lamblot, qui prend de nom de Pilamm, commence par dessiner le deuxième volume, afin que le premier soit de meilleure qualité.
L’éditeur Casterman de Tournai est contacté en 1945. Les autorisations ecclésiastiques sont accordées en octobre 1947 et en janvier 1948. Les deux premiers « Albums de La Bonne Nouvelle » paraissent en 1948 chez Casterman, en français et en néerlandais. Pilamm est alors jeune et peu connu, mais l'éditeur Casterman est expérimenté. 
Les deux derniers albums paraissent en 1950. L’édition américaine est autorisée la même année. La série est rééditée en 1951 et 1953, sous couverture souple, et adaptée en films fixes noir et blanc en 40 bobines, aux éditions Les Beaux Films.
En 1957, l’évêché de Lille déconseille aux éditions Casterman de continuer les réimpressions, peut-être à cause des originalités introduites par « concession aux canons du neuvième art »,.
Affecté par cette décision, Pilamm abandonne la bande dessinée pour devenir décorateur, dessinateur industriel et artiste peintre.
En 1979, à l’occasion de l’Année de l’Enfant, l’Institut de Catéchèse Lumen Vitae de Bruxelles veut faire le point sur les Bandes Dessinées Bibliques. En effet, celles-ci ont fleuri en Belgique, la France, aux États-Unis et  en Grande-Bretagne de 1942 à 1960, et depuis 1975, avec les Abbés français Pierre Thivollier et René Berthier, le genre se repopularise[réf. nécessaire]. Chantal van der Plancke, assistante à la Faculté de Théologie de l’Université Catholique de Louvain et le Père André Knockaert sj, Directeur du Centre International d’Études de la Formation Religieuse Lumen Vitae, se mettent à la recherche de Pilamm et le visitent à Lys-les-Lannoy, au 29 rue Anatole-France. Ils lui consacrent les pages 56 à 75 de la Revue Lumen Vitae (éd. française et anglaise), volume XXXIV, no 1-2, puis un livre reprenant le contenu de cette revue, légèrement améliorée, paru aux éditions Lumen Vitae en juin 1979 (collection « Écritures » no 1).
Le 2 août 1985 a lieu l'inauguration de l’expo de BD chrétienne « De Jijé à Vink, 1941-1985 » à l’Abbaye de Maredsous, par le tout jeune Centre religieux d’information et d’analyse de la BD (CRIABD) fondé le 20 juin 1985 par le Frère Roland Francart sj, à Bruxelles. La télévision belge prend des gros plans des dessins de Pilamm. Le reportage de Lucette Simon passe le 7 août sur RTBF-Namur. Une parente belge avertit le dessinateur qui se déplace à Maredsous le 10 août. Quelques mois plus tard, une équipe du CRIABD rencontre Pilamm et René Vasut à Lys-lez-Lannoy (Julien Dubois vit du côté de Grenoble) et envisage de promouvoir une réédition des 4 Albums de la Bonne Nouvelle. Les éditions du Lombard sont contactées (Michel de Grand-Ry) puis Hovine et enfin Casterman (Étienne Pollet), mais les originaux sont perdus. Casterman n’a donc rien restitué.
Le 27 août 1985 paraît un article dans « La Croix », Paris. D'autres articles paraissent dans « Famille Chrétienne », « Dimanche », etc.[Lesquels ?]
Le 14 avril 1986, Étienne Pollet téléphone aux auteurs pour leur annoncer que l'éditeur a retrouvé les films faits à partir des bandes dessinées et qu'une réédition est donc envisagée.
Le 26 octobre 1986 se tient la 2e Biennale du Livre religieux à Tournai. L'exposition a pour thème « Christ aux Cent visages » et est illustrée par une affiche de Pilamm. Durant cette rencontre a lieu une table ronde sur la bande dessinée chrétienne en présence du Cardinal Poupard, des Abbés Pierre Thivollier et René Berthier et de Pilamm (René Vasut est venu le matin mais n’a pu rester pour le colloque). La Reine Fabiola visite la Biennale et s’arrête longuement au stand de bande dessinées chrétiennes du CRIABD.
Le 9 novembre 1986 est publié un article sur Pilamm dans « Nord-Eclair » sous la plume d’Odon Boucq.
Le 8 décembre 1986, une lettre d’Étienne Pollet annonce « un avis unanime défavorable » à la réédition et la diffusion des Albums de la Bonne Nouvelle par Casterman. 
En Mars 1987, à la Foire du Livre de Bruxelles, le CRIABD prend contact avec les éditions Brepols de Turnhout (Mr Laurent Bols), pour une réédition de Pilamm.
En Avril 1987, Brepols rend visite à Pilamm à Lys-lez-Lannoy, suivi quelques jours plus tard par une équipe du CRIABD. Le 16 avril 1987 est publié un article de Benoît Veys dans « Nord-Eclair » sur le chemin de croix de Pilamm.
Le 12 août 1987, Brepols confirme la réédition pour octobre des bandes dessinées de Pilamm à l’occasion du Festival International de la BD à Durbuy et envisage même un 5e album pour 1988 avec Jean-Claude Bouvier comme nouveau scénariste.
Les 3 & 4 octobre 1987, Pilamm dédicace au Festival BD de Durbuy et ses articles sont écrits à son sujet par Paul Piret pour les éditions de « Vers l’Avenir » et de Francis Matthys pour « La Libre Belgique ».
En Novembre 1987, le CRIABD fait imprimer le no 16 de la revue Coccinelle par Brepols (16 pages dont 4 en couleurs) sous forme d’un dossier de presse consacré à Pilamm. Remy Vancottem, évêque auxiliaire de Malines-Bruxelles, chargé des Médias, encourage la diffusion des albums : “Par sa fidélité aux Evangiles, Pilamm permet d’entrevoir une ambiance, une passion de vivre (…) Il contribuera, à sa manière, à la Nouvelle Evangélisation”
En 1988, le CRIABD décerne le « Prix de la BD chrétienne » aux 4 albums de Pilamm.
Le 5e volume paraît en Mars 1988 : « Le secret des chercheurs d’Or », scénario de Jean-Claude Bouvier, licencié en théologie et en pédagogie religieuse. Une exposition a lieu pour l'occasion à l’Hôtel de Ville de Lannoy durant laquelle est écrit un article d’Arnaud Raes pour « La Voix du Nord ».
Les 10, 11 et 12 novembre 1990, un article d’Alain Valentin dans « Nord-Eclair » (page complète).[pas clair]
René Vasut décède le 12 novembre 1991, un article paraît à ce sujet dans le « Nord-Eclair » du 16 novembre .
Le 6e album paraît en 1997 aux éditions du Cèdre à Tournai : « L’étoile de Bartimée » d'après un scénario de Jean-Claude Bouvier. Un 7e volume est annoncé, non encore édité, « Job mène l’enquête », avec le même scénariste.
En 1999, les éditions Pronaos de Madrid, linea Jaire, rééditent en 3 volumes cartonnés de 44 pages l’ensemble de l’œuvre, avec une nouvelle traduction.
Le 25 août 2005, Pilamm décède à l’Hôpital de Roubaix, après une courte maladie.

## Style graphique
Le trait de Pilamm est dynamique, et son style est plus alerte que celui de Jijé. Il utilise des couleurs vives, pour un dessin en trait de contour.
Le lettrage des textes dans les bulles rappelle celui des albums d’Hergé, mais le traitement des couleurs est nettement différent. Les albums de Pilamm sont un évangile avec l'humour dans le style de Bob et Bobette. 
Les vignettes de Pilamm sont souvent sans texte, le mouvement étant privilégié. Par exemple, les rois mages découvrant l'étoile de la Nativité procèdent à « un va-et-vient débridé autour d'un télescope » ; l'intendant ayant goûté l'eau changée en vin aux noces de Cana se met à danser, de même que les colonnes de la salle. Certains de ses dessins seront d’ailleurs censurés et redessinés pour la deuxième édition (coup de pied de Jésus dans le derrière d’un marchand du Temple, brusquerie de Saint Jean dans le même épisode, intendant ivre à Cana et Hérodiade trop peu habillée).

## Œuvres
Albums de La Bonne Nouvelle (6+1 volumes) ;
1. Le mystère de la grotte (1948) ;
2. Alerte en Palestine (1948) ;
3. La trahison de Judas (1949) ;
4. Le triomphe de la Croix (1950) ;
5. Le secret des chercheurs d’Or (1988) ;
6. L’étoile de Bartimée (1997) ;
7. Job mène l’enquête (non édité).